# Ursula Hirsch (Künstlerin)
Ursula Hirsch oder Ursula Hirschi (* 16. August 1952 in Zürich) ist eine Schweizer Plastikerin, Installationskünstlerin, Wandmalerin und Kuratorin.

## Leben

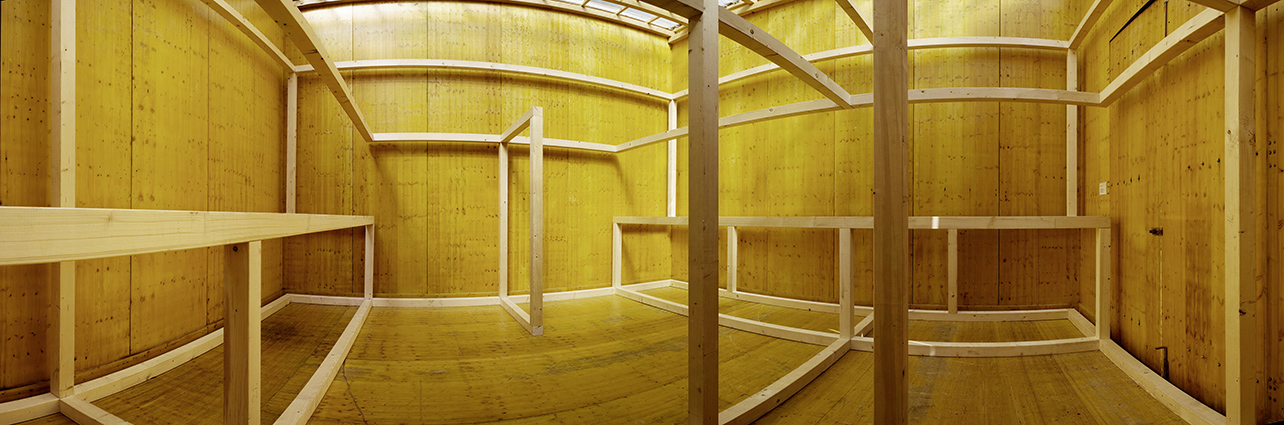
Ursula Hirsch: „HausinHaus“ (5 × 6 × 6 m), Installation Kunstkammer AZB Schlieren, 2008. Fichtenholzgestänge, begehbar.

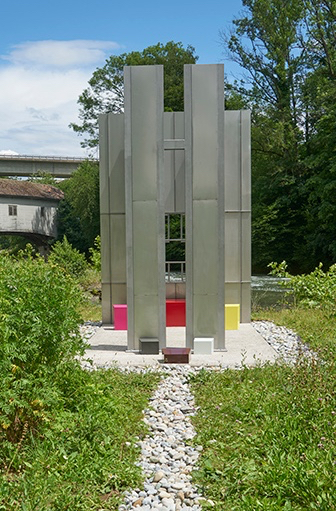
Ursula Hirsch: Fixe Installation Kulturweg Wettingen (CH/AG), 3,8 × 3 × 6 m, Stahl métalisé, Chromstahl, 6 Sockel farbig. Kunstsammlung Kanton Zürich.

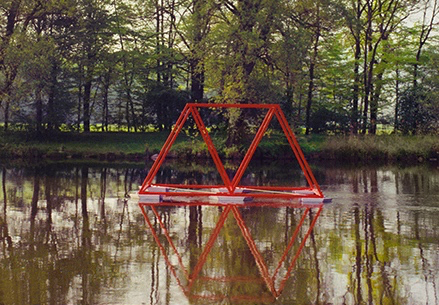
Ursula Hirsch: Narziss (3 × 6 × 3 m), Chromstahl, Stahl, Farbe. Installation auf der Limmat bei Zürich, Ausstellung Eisen 89.

Ursula Hirsch ist die jüngste Tochter von Schmiedmeister Rudolf und der Hausfrau und Gärtnerin Johanna Hirschi. Oft weilte sie bei Grossmutter Rosa Leibundgut, die Geschichten und Gedichte schrieb. 1968/1969 erfolgte der Besuch der Kunstgewerbeschule Zürich. Sie arbeitete materialbetont, oft keramisch. Eine weitergehende Ausbildung wurde ihr verwehrt. So jobbte sie als Dekorateurin, Stoff- und Modedesignerin, führte ein Secondhand-Geschäft, baute den Zürcher Caritas-Kleiderladen auf. Seit 1982 ist sie in Partnerschaft mit Architekt Heinz Baumann. Dank eines Stipendiums des Kantons Zürich unternahm sie die Ausbildung bei Zoltin Peeter an der Staatlichen Kunstakademie in Enschede, Holland, mit Diplom 1985. Es entstanden erste raumgreifende plastisch-konstruktive Arbeiten. 1986 erfolgte der Ankauf und öffentliche Platzierung der figürlich-erzählerisch-konstruktiven Brunnenfigur (Stahl u. a.) durch den Kanton Zürich. 1987 erfolgten die Geburt von Sohn Linus, der Beitritt zur Künstlergesellschaft GSMBA (heute Visarte). Die rote Installation, eine Abfolge geometrisierter Körperfiguren, wurde 1988/1989 in St. Gallen, Zürich, Luzern und Enschede gezeigt.
1989 erhielt sie die Einladung zur schweizerischen Übersichts-Ausstellung Eisen 89 und zeigte dort Narziss – Luftkubus auf der Limmat. Hirsch hatte Beteiligungen an Freilichtausstellungen in Môtiers, Bex, Bad Ragaz, Wettingen u. a. 1994 schuf sie eine erste Wandmalerei mit Farbakkorden (Bildungszentrum Zürichsee/Stäfa). Sie wurde Mitglied der Arbeitsgemeinschaft Zürcher Bildhauer (AZB). Sie schuf figürlich-architektonische Skulpturen in Holz auf der Basis der eigenen Körpermasse (Sitz-Skulpturen, HausinHaus-Installationen). Hirsch gewann mehrere Kunst am Bau-Wettbewerbe, u. a. Primarschule Zürich-Höngg (Säen und Ernten, 1996, Umbau/Renovation 2013). 1997/1998 unternahm sie ein Nachdiplomstudium «Kunst am Bau» bei P. Jenny an der Eidgenössischen Technischen Hochschule (ETH Zürich). Sie gestaltete unter Verwendung von Materialien aus der Baubranche. In den Jahren 2004/2005 erfolgt ihre Weiterbildung in Frescotechnik am Centro Europeo in Venedig. Diese findet Anwendung u. a. in Seniorenzentrum Zug-Oberwil, 2005 (13 Wandmalereien / 10 Räume / 9 Geschosse). Teilweise geschah eine Hinwendung zu biographischen Arbeiten, u. a. in Karussell (2009/10), einer grossformatigen, trichterförmigen Schmiedearbeit unter Einbezug getrockneter Pflanzen (Hommage an Vater Rudolf). Es entstand eine Zusammenarbeit mit Schmiedmeister Ueli Weidmann. Sie hatte eine Ausstellung im «Zimmermannshaus» in Brugg. 2009/2010 war sie Kuratorin des Ausstellungskubus der AZB in Schlieren bei Zürich, mit Katalog nach Abschluss. 2011/2014/2017 arbeitete sie als Artist in Residence in der Kartause Ittingen (Thurgau). Sie unternahm dreidimensionale Experimente mit Kleid- und Körperformen (Holz/Stoff/Pflanzen). Eine Retrospektive des eigenen Werkes entstand in Form von vier respektive sechs reich bebilderten Heften zu verschiedenen Werkgruppen, Themen, die sich durch das 45-jährige Schaffen ziehen (Publikation 2013/2015 in der Edition Hirschbaum). Seit 2016 gestaltet sie keramische Arbeiten (figürlich) in installativen Intérieur-Settings.

## Werk
Charakteristisch für das Schaffen von Ursula Hirsch sind wiederkehrende, sich stetig verdichtende Themen; insbesondere Licht und Schatten (Materie und Hohlraum, Präsenz und Reflex, rhythmische Farbakkorde), aber auch die Masse des eigenen Körpers als Parameter. Ferner die Verortung in gesellschaftlichen und/oder wissenschaftlichen Denkfeldern (der Kreislauf der Natur, das menschliche Zusammenleben u. a. m.). Als Beispiel seien die skulpturalen, auf Kommunikation ausgerichteten Sitzmöbel für zwei bis vier Personen erwähnt.
Kennzeichnend ist im Weiteren die auf Präzision zielende handwerkliche Gestaltung, sei es durch Eigenarbeit oder Kooperationen mit Fachleuten. Die Materialwahl ist immer Teil der künstlerischen Aussage, in Kombination mit den Proportionen des Werkes und der Farbgestaltung. Zur Anwendung gelangen insbesondere Metall, Holz, Glas, Gummi, Textilien, Ton, Farbe, in jüngerer Zeit auch pflanzliche Artefakte. Das Plastische (Skulptur, Relief, Objekt) und das Raum greifende, Installative dominieren, doch auch die flachen Medien wie Fotografie, Zeichnung, Drucktechniken und (seltener) Audio-Elemente (z. B. Kunsthalle Wil 1992) gehören zur Arbeitsweise von Ursula Hirsch. Stilistisch oszilliert das Werk zwischen assoziativ-erzählerischem Inhalt (vgl. Die Brunnenfigur 1986) und formaler, konstruktiv-geometrischer Reduktion (vgl. Skulptur Kulturweg Wettingen, 1991/2017 oder Narziss, Eisen 89). Letztere fächert sich auf in lineare, aber auch der Architektur, der Baubranche entlehnte Konzeptionen durch die Verwendung von Armierungseisen, Stahlträgern etc., die Gestaltung von Wänden mit repetitiv gemusterten Tapeten, Räumen, Raumskeletten oder – gegenteilig – ganzen (Modell)-Häusern. Lineare Umsetzungen findet man z. B. in strengen Kostümen aus farbigen Bändern. Einzelwerke und zu Installationen Gefügtes durchmischen sich. Seit den 1990ern erfolgt der Einbezug der Bewegung, sei es mit Ventilatoren oder in Installationen mit windgelenkten Stoffbahnen (z. B. Seegang, Thalwil, 2015).

## Preise
(27 Vgl. Themenheft edition hirschbaum Vol 1 Brunnenfigur, Seite 38/39)
- 1982: Ausland-Stipendium des Kantons Zürich
- 1986: Eidgenössisches Stipendium (heute: Swiss Art Award)
- 1987/1988/1989: Stipendien des Kantons Zürich
- 1996–2013: Werkbeiträge der Cassinelli-Vogel-Stiftung, der Dr. Adolf Streuli-Stiftung, der STEO-Stiftung, des Kulturfonds (BAK), der Ernst Göhner Stiftung, der Georges und Jenny Bloch Stiftung, des Kantons Zürich, der Städte Schlieren, Thalwil

## Publikationen (Auswahl)
- 1989: Katalog Eisen 89 – Perspektiven Schweizer Eisenplastik 1934–1989. ISBN 3-907495-02-0, S. 64/65, 190.
- 1989: Katalog Schweizer Plastikausstellung Môtiers. Edition d'en Haut, La Chaux-de-Fonds, ISBN 2-88251-008-X, S. 72/73.
- 1992: Kunsthalle Wil, Broschüre zur Ausstellung Ursula Hirschi, Notenblätter. Text: Frank Nievergelt.
- 1993: Katalog 5e Triennale de sculpture contemporaine, Bex (VD). Edition Bex & Arts, S. 62/63.
- 2000: Analogie zu einem Leben von 84 Jahren. (Infin, Pube, Adola, Matura, Universal, Medio, Vortex, Neo, Pleno, Eco, Libero, Testament). 17 Postkarten mit performanceartig bespielten Stuhlskulpturen und einem Textheft (Hannes Böhringer, Bernd Rosemeyer, Doris Paschiller, Annelise Zwez). Eigenverlag Ursula Hirsch.
- 2010: AZB for ever – Die Arbeitsgemeinschaft Zürcher Bildhauer als Organismus. Katalog zur Ausstellung im Helmhaus Zürich. Verlag Scheidegger & Spiess, ISBN 978-3-85881-314-5.
- 2013/2015: 6 farbig bebilderteThemen-Hefte (50 bis 64 S.) in Box. Edition hirschbaum.
  - Vol. 1: Die Brunnenfigur. Texte von Annelise Zwez und Ursula Hirsch. ISBN 978-3-9524117-0-4.
  - Vol. 2: Le  pain urbain – Maturité. Texte von Annelise Zwez, Rudolf Hauschka, Martin Albers, Peter Jenny, Ursula Hirsch, Kathrin Frauenfelder. ISBN 978-3-9524117-1-1.
  - Vol. 3: Parabel Hyperbel – Energie. Texte/Gedichte von Kathrin Frauenfelder, Ursula Hirsch, Zoltin Peeter. ISBN 978-3-9524117-2-8.
  - Vol. 4: Wand. Texte von Fritz Billeter, Ursula Hirsch. ISBN 978-3-9524117-3-5.
  - Vol. 5: Orientierung. Texte Gottfried Schatz, Kathrin Frauenfelder, Sabine Arlitt. ISBN 978-3-9524117-5-9.
  - Vol. 6: dorongdorong. Texte von Ursula Hirsch, Sabine Arlitt, Frank Nievergelt. ISBN 978-3-9524117-6-6.

## Werke in Sammlungen/Kunst am Bau
(28 Vgl. Themenheft edition hirschbaum, Vol. 1 Brunnenfigur, Seite 38/39)
- Rapperswil, Zeughaus, Sammlung Peter Bosshard.
- Steinen SZ, Alters- und Pflegeheim, Wandmalerei, 2000.
- Unteriberg, Alters- und Pflegeheim, Farbfelder, 2004/2010.
- Wettingen, Kulturweg/Kloster, Raum-Skulptur (Metall), 1991/2017.
- Wetzikon, Kantonsschule, Mandala, Metall/Neon, 1987.
- Zollikerberg, UBS, Zeit-Installation über 2 Etagen, Metall, Neon, Holz, Beton, Plexi, 1989–2007.
- Zürich, Sammlung Stadt und Kanton Zürich.
- Zürich-Höngg, Primarschule, Säen und Ernten, Installation im Aussenraum, Metall farbig, vielteilig, 1996/2011.
- Zürich, Sozialwerk Arche, Ankauf Couchet Cabriolet.